# Henrik Agerbeck
Henrik Agerbeck est un footballeur danois né le 10 septembre 1956. Il évoluait au poste d'attaquant.

## Biographie
Henrik Agerbeck joue principalement en faveur du Hertha Berlin, du FC Nantes et du FC Sochaux.
Il reçoit 6 sélections en équipe du Danemark et prend sa retraite de joueur en 1994.

## Carrière
- 1973-1977 :  IFK Malmö
- 1978-1978 :  KB Copenhague
- 1978-1980 :  Hertha BSC Berlin
- 1980-1983 :  FC Nantes
- 1983-1986 :  FC Sochaux
- 1986-1988 :  US Orléans
- 1988-1990 :  USL Dunkerque
- 1990-1993 :  Calais RUFC
- 1993-1994 :  Stade portelois[1]

## Palmarès
- Champion de France en 1983 avec le FC Nantes
- Vainqueur de la Coupe des Alpes en 1982 avec le FC Nantes
- Vice-champion de France en 1981 avec le FC Nantes
- Finaliste de la Coupe de France en 1983 avec le FC Nantes

### EnÉquipe du Danemark
- 6 sélections entre 1978 et 1979

### Statistiques
- 139 matchs et 29 buts en Division 1
- 125 matchs et 20 buts en Division 2
- 55 matchs et 12 buts en Bundesliga
- 1 match et 1 but en Coupe d'Europe des Clubs Champions
- 1 match en Coupe de l'UEFA